# Вальстрём, Шарлотт
Шарлотт Констанс Вальстрём (швед. Charlotte Constance Wahlström; 17 ноября 1849, Сверта — 22 февраля 1924, Стокгольм) — шведская художница.

## Биография
Шарлотт Вальстрём родилась на территории прихода Сверта, в шведской провинции Сёдерманланд. Она была дочерью Андерса Вальстрёма и Каролины Сеттерберг. Шарлотт училась в Королевской академии свободных искусств в Стокгольме.
В 1885 году Вальстрём благодаря стипендии посетила Париж, Бретань, а впоследствии — Германию, Нидерланды и Бельгию. В 1889 году она прожила некоторое время в колонии художников в Барбизоне. Работы Вальстрём были представлены на Всемирной Колумбовой выставке 1893 года во Дворце изящных искусств в Чикаго (штат Иллинойс, США). В 1904 году она была награждена бронзовой медалью на Всемирной выставке в Сент-Луисе (штат Миссури. США), приуроченной к столетию Луизианской покупки. Вальстрём умерла в 1924 году в Стокгольме и была похоронена на городском кладбище Норра бегравнингсплатсен.
Среди её работ выделяются пейзажи, в основном с видами провинции Сконе. Творчество Вальстрём представлено в Гётеборгском художественном музее и Национальном музее Швеции в Стокгольме, а также в музеях Эстергётланда, Мальмё, Эстерсунда и Эребру.

## Галерея

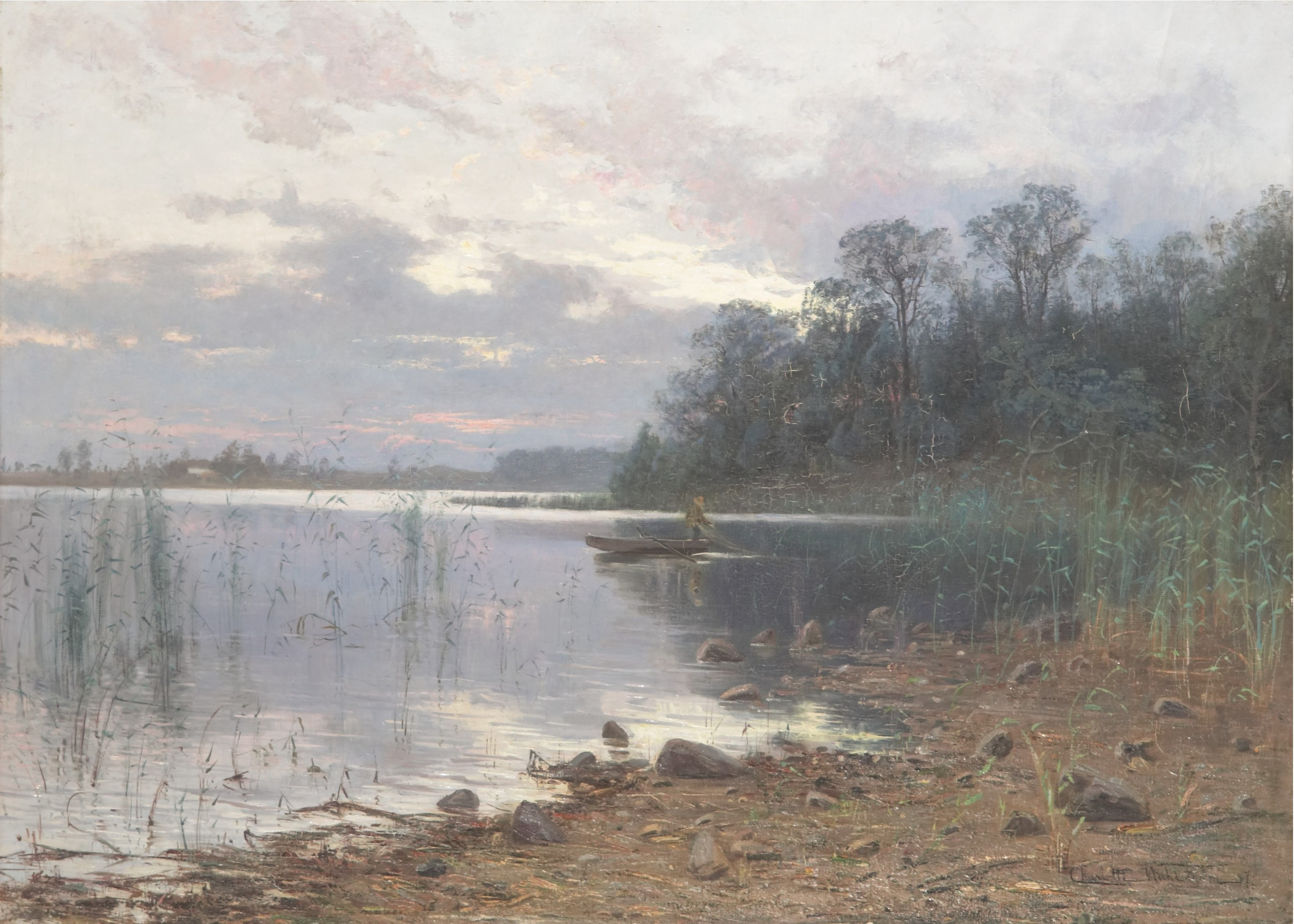
Пейзаж озера в сумерках, 1887
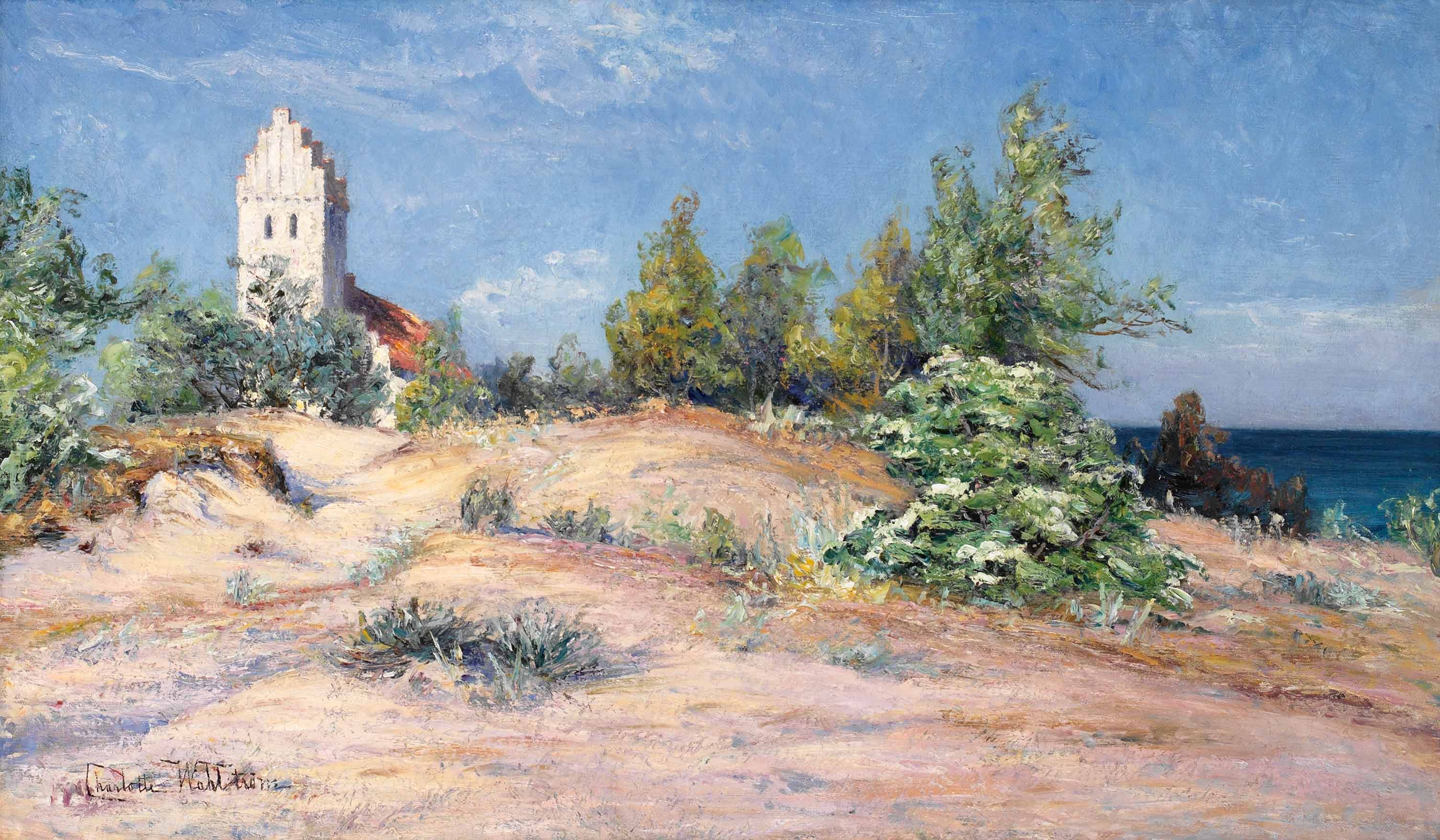
Летнее утро, Фальстербо